# Charlotta Eriksson
Maria Charlotta Eriksson, även Erikson, född 11 februari 1794 i Stockholm, död 21 april 1862 i Düsseldorf, var en svensk skådespelerska.

## Biografi
Charlotta Erikssons far hette Lambert i efternamn men modern gifte sig 1797 med kammartjänare E. Eriksson, som senare blev vaddmakare. Hon antogs som aktriselev vid Kungliga Teatern 1805. Hon gjorde, som brukligt var, flera studieresor till Paris. Hon fick sitt genombrott då hon spelade Ofelia 1820 istället för Carolina Åbergsson och berömdes för sin skönhet, sin dräkt och för den realistiska skildringen av sinnessjukdom som rollen krävde.
Charlotta Eriksson brukar beskrivas som en skicklig komediskådespelerska och var mycket uppskattad av sin samtid. Det sades att ingen annan i Stockholm visste vad grace var i så hög grad som hon, och hon berömdes för sin goda smak; Crusenstolpe liknar tre av Sveriges främsta skådespelerskor under 1820-talet, Sara Torsslow, Charlotta Eriksson och Elisabet Frösslind, vid en ros eller tulpan, en jasmin eller tusensköna och en lilja eller förgätmigej; Torsslow ansågs representera "det djupt skakande", Eriksson "det milda behaget och den kvinnliga älskvärdheten", och Frösslind "det småtäcka, det småkvicka, det naiva". Bland sina kolleger var hon inte alltid omtyckt, eftersom vissa var chockerade av hennes utomäktenskapliga förbindelser och andra ansåg henne intrigant och hänsynslös. I tidningen Freja ansågs hon 1838 stå "ofantligt mycket framför alla de andra skådespelerskorna" vid Dramaten.
Charlotta Eriksson var större delen av sitt liv knuten till Kungliga Teatern i Stockholm, men spelade också på Djurgårdsteatern, Mindre teatern och turnerade en tid i landsorten med Wallinska sällskapet. 
År 1834 tog hon parti för paret Torsslows strejk Det andra Torsslowska grälet och avskedades med förevändningen att hon var för dyr, liksom en annan av hennes strejkkamrater, Elisabet Frösslind, avskedades för sin ålder och hälsotillstånd, men fick pension med villkor att hon skulle vara tillgänglig då hon kallades; 1836 begärde de båda att få komma tillbaka, och deras begäran bifölls omedelbart med kraftigt sänkt lön- från att före strejken haft 1600 b:o, lika mycket som primadonnan Henriette Widerberg och strax under maximilönen 1800 b:o (som Knut Almlöf hade), blev den nu sänkt till 825; därefter gjorde hon Amalia i Världsförakt och ånger.
Mellan 1837 och 1841 var hon instruktör i deklamation i Dramatens elevskola. Spelåret 1847–1848 var hon gästartist på Mindre teatern, där hon "förblir vad hon alltid varit- ett mönster att taga till föresyn av varje ung aktris, i fina franska salongskomedier i Mormodern av Scribe och intrigant i komedin Figaros dotter av Melesville. Hon tillbringade sedan två år utomlands, där hon bland annat bevittnade Milanos belägring 1848. Säsongen 1849–1850 gästspelade hon mot Sara Torsslow på Mindre teatern Markisinnan de Vilette och Vänskap i döden , där deras samspel fick stort beröm.
År 1855 drog hon sig tillbaka för gott. Hon bodde de sista åren av sitt liv i Düsseldorf i Tyskland, där hennes son studerade måleri.
Charlotta Eriksson var 1812–1820 gift med Johan Fredrik Wikström.

## Teater

### Roller (ej komplett)
| År   | Roll                          | Produktion                                                                          | Teater                      |
| ---- | ----------------------------- | ----------------------------------------------------------------------------------- | --------------------------- |
| 1842 | Maria I av England            | Maria Tudor Victor Hugo                                                             | Kungliga Dramatiska Teatern |
| 1842 |                               | Kotteriet Eugène Scribe                                                             | Kirsteinska huset           |
| 1847 | Fru de Chavannes              | Mormodern Eugène Scribe                                                             | Mindre teatern              |
| 1847 | Markisinnan de Maintenon      | Markisinnan de Villette Charlotte Birch-Pfeiffer                                    | Mindre teatern              |
| 1847 | Madame de Pompadour           | En familjehemlighet, eller Ändamålet helgar medlen Heinrich Laube                   | Mindre teatern              |
| 1847 | Elisabeth                     | Statsfångarne, eller Höger och venster hand Jean-François Bayard och Charles Lafont | Mindre teatern              |
| 1847 | Helena, grevinna de S:t André | Catharina av Medicis Paul de Guerville                                              | Mindre teatern              |
| 1847 | Aspasie                       | Figaros dotter Mélesville                                                           | Mindre teatern              |